# Southern All Stars
Southern All Stars (サザンオールスターズ Sazan Ōrusutaazu) también conocidos con la abreviatura (サザン, Sazan ) o SAS. Es una banda de J-pop y J-Rock, formada en la década de los 70's. 

## Primeros años (1975-1980)
El comienzo de Southern All Stars vio la luz en el tiempo en que Keisuke era estudiante en la universidad. En 1975 Él tocaba en una banda llamada "Better Days" fue entonces donde conoció a Yuko y a Kazuyuki.la banda tuvo varios nombres antes de llamarse como se le conoce ahora. como "Onsen Anma Momohiki Band","Piston Kuwata and the Cylinders", y "Keisuke Kuwata and the Hitchcock Gekijou" finalmente cuando se integra la teclista Yuko Hara, deciden llamarse "All Fania All-Stars" o southern all stars.
Durante los siguientes 2 años algunos miembros se fueron modificando al mismo tiempo que en 1977, deciden entrar al concurso musical Yamaha EastWest '77" realizado por Yamaha, en este concurso keisuke ganó un premio como mejor vocalista, Cuando la banda participó en este concurso, Hiroshi Matsuda y Hideyuki Nozawa se integraron al grupo, esta sería desde entonces la agrupación definitiva de la banda.
Un año después en 1978,  sacarían al mercado su primer sencillo debut llamado "Katte ni Simbad", (lanzado por victor entertainment), el nombre de esta canción fue inspirado en temas lanzados con anterioridad, "Katte ni Shiyagare" de Kenji Sawada y "Nagisa no Simbad" de Pink Lady ambos temas tuvieron mucho éxito en tierras niponas. en 1977 para promocionar este sencillo se presentaron en varios programas de televisión donde vestían atuendos extravagantes además de la forma peculiar con que la banda toca sus temas impactando así al público nipón. Logrando alcanzar con dicho tema el puesto número 3 en la lista de oricon

## Década de los 80's
En 1980, la banda comenzó con un nuevo proyecto llamado "Five Rock Show", en donde lanzaban un sencillo al mes, pero debido a la falta de promoción del mismo, los temas no obtuvieron mucho éxito sin embargo gracias al éxito de sus primeros singles los cuales ya habían adquirido una fama sólida por todo Japón. Lograron que ese mismo año se lanzara su tercer álbum "Since Tiny Bubbles" en el que se incluyeron dos canciones la primera "Watashi wa Piano" con la voz de Yuko hara, tema que fue interpretado ese mismo año también, por Mizue Takada, que se convirtió en uno de sus 10 mejores éxitos y la segunda "Matsuda no Komoriuta" interpretada por hiroshi matsuda, convirtiéndose así en uno de los 10 mejores temas.
El 24 de enero de 1982 la banda lanzó su sencillo "Chako no Monogatari Kaigan".keisuke quería alcanzar un éxito comercial con este tema, siendo compuesto con un estilo musical de género "Kayōkyoku", e imitando también el estilo vocal del cantante Toshihiko Tahara (cantante popular en los 80s).lo cual fue bien recibido por el público, convirtiéndose así en la banda con más éxito tras el tema "Itoshi no Ellie".

## Década de 2000's
El sencillo número 42 ("Tsunami") vendió entre 3 millones de copias y los trajo al 42 "Japan Record Gran Prize" en el año 2000.
En 2003 fue su aniversario número 25.
El 18 de mayo de 2008, Victor Entertainment anunció que Southern All Stars se tomaría un descanso a partir de 2009, por su parte los miembros continúan trabajando de forma individual, como lo han hecho en el pasado. También anunciaron que retomaran las actividades con la banda en un futuro indefinido

## Discografía
- [1978.08.25] Atsui Munasawagi
- [1979.04.05] 10 Numbers Carat
- [1980.03.21] Tiny Bubbles
- [1981.07.21] Stereo Taiyou-zoku
- [1982.07.21] NUDE MAN
- [1983.07.05] Kirei
- [1984.07.07] Ninkimono de Ikou
- [1985.09.14] KAMAKURA
- [1990.01.13] SOUTHERN ALL STARS
- [1992.09.26] Yo ni Manyou no Hana ga Sakunari
- [1996.07.20] Young Love
- [1998.10.28] Sakura
- [2005.10.05] Killer Street

## Sencillos
- [1978.06.25] Katte ni Sindbad
- [1978.11.25] Kibun Shidai de Semenaide
- [1979.03.25] Itoshi no Ellie
- [1979.07.25] Omoisugoshi mo Koi no Uchi
- [1979.10.25] C-chou Kotoba ni Goyoujin
- [1980.02.21] Namida no Avenue
- [1980.03.21] Koisuru Monthly Day
- [1980.05.21] Inase na Locomotion
- [1980.06.21] JAZZ MAN
- [1980.07.21] Wasureji no Laid Back
- [1980.11.21] Sha La La / Gomen ne, Charlie
- [1981.06.21] Big Star Blues
- [1981.09.21] Shiori no Theme
- [1982.01.21] Chako no Kaigan Monogatari
- [1982.05.21] Nijiiro THE NIGHT CLUB
- [1982.10.05] Ya Ya (Ano Toki wo Wasurenai)
- [1983.03.05] BODY SPECIAL II
- [1983.07.05] EMANON
- [1983.11.05] Tokyo Shuffle
- [1984.06.25] Miss Brand New Day
- [1984.10.21] Tarako
- [1985.05.29] Bye Bye My Love
- [1985.08.21] Melody
- [1988.06.25] Minna no Uta
- [1989.04.12] Megami-tachi e no Jouka
- [1989.06.07] Sayonara Baby
- [1989.11.21] Furi Furi '65
- [1990.07.25] Manatsu no Kajitsu
- [1991.07.10] Neo Bravo!!
- [1992.07.18] Namida no Kiss
- [1992.07.18] Shulaba★La★Bamba
- [1993.07.21] Erotica Seven
- [1993.07.21] Suteki na Birdy
- [1993.11.20] Christmas Love (Namida no Ato ni wa Shiroi Yuki ga Furu)
- [1995.05.22] Mumpy no G★SPOT
- [1995.07.17] Anata Dake wo ~Summer Heartbreak~
- [1996.05.20] Ai no Kotodama ~Spiritual Message~
- [1996.06.25] Taiyou wa Tsumi na Yatsu
- [1997.08.21] 01MESSENGER ~Denshi Kyou no Uta~
- [1997.11.06] BLUE HEAVEN
- [1998.02.11] LOVE AFFAIR ~Himitsu no Date~
- [1998.07.29] PARADISE
- [1999.03.25] Yellow Man ~Hoshi no Oujisama~
- [2000.01.26] TSUNAMI
- [2000.07.19] HOTEL PACIFIC
- [2000.11.01] Kono Aoi Sora, Midori ~BLUE IN GREEN
- [2003.06.25] Namida no Umi de Dakaretai ~SEA OF LOVE~
- [2004.04.14] Aja (彩)
- [2004.07.21] Kimi Koso Star da / Yume ni Kieta Julia
- [2004.11.24] Ai to Yokubou no Hibi / LONELY WOMAN
- [2005.07.20] BOHBO No.5 / Kami no Shima Haruka Kuni
- [2006.08.09] DIRTY OLD MAN ~Saraba Natsu yo~
- [2008.08.06] I AM YOUR SINGER

## Top 1 Oricon
- 1-"Sayonara Baby" (7 de junio de 1989),
- 2-"Neo Bravo!" (10 de julio de 1991)
- 3-"Namida no Kiss" (18 de julio de 1992)
- 4-"Erotica Seven" (21 de julio de 1993)
- 5-"Anata Dake o" (17 de julio de 1995)
- 6-"Tsunami" (26 de enero de 2000)
- 7- "Katte ni Simbad" (25 de junio de 2003), (Esta es la segunda versión, la primera versión no llegó al puesto Número 1)
- 8-"~ Namida no Umi Dakaretai de Sea of Love ~" (23 de julio de 2003)
- 9- "Aya ~ Aja" (14 de abril de 2004)
- 10- "Kimi Koso Star da" (21 de julio de 2004)
- 11- "Ai a Yokubō no" Hibi(24 de noviembre de 2004)
- 12- "Dirty Old Man ~ ~ Yo Saraba Natsu" (9 de agosto de 2006)
- 13-I AM YOUR SINGER (6 de agosto de 2008)

## Videos
| Contenido               | Título Original                                                                                          | Título en romaji | Traducción del Título | Fecha de Lanzamiento    | Formato               |
| ----------------------- | --- | --- | --- | ----------------------- | --------------------- |
| Live video              | 武道館コンサート                                                                                         | Budōkan Konsāto | Live at Budokan | 8 de septiembre de 1982 | VHS, Betamax, VHD     |
| Live video, PVs         | Southern All Stars THE BEST                                                                              | Sazan Ōru Sutāzu Za Besuto | | 26 de enero de 1983     | VHS, Betamax          |
| Live video, PVs         | 匂艶 THE NIGHT CLUB                                                                                      | Nijiiro Za Naito Kurabu | The Rainbow Color Night Club | 26 de enero de 1983     | VHS, Betamax          |
| PVs                     | サ吉のみやげ話                                                                                           | Sakichi no Miyage-Banashi | Sakichi's Travel Story | 21 de diciembre de 1984 | VHS, Betamax, VHD, LD |
| Video single            | 女神達への情歌 (報道されないY型の彼方へ)                                                                 | Megami Tachi e no Jōka (Hōdō Sarenai Wai-Kei no Kanata e)                                                                                   | Love Song for Goddesses (Beyond the Y-Shape That is Never Reported)                                                             | 12 de abril de 1989     | VHS, VHD, LD          |
| Live video              | 歌う日本シリーズ1992～1993 LIVE at YOKOHAMA ARENA 29th Dec.1992                                          | Utau Nippon Shirīzu Naintīn Naintī-Tsū Naintīn Naintī-Surī Raibu atto Yokohama Arīna Tuwentī-Nainsu Dissenbā Naintīn Naintī-Tsū             | Singing Japan Series 1992-1993 Live at Yokohama Arena 29th Dec.1992                                                             | 27 de marzo de 1993     | VHS, LD               |
| Live video              | ホタル・カリフォルニア                                                                                   | Hotaru Kariforunia | Hotaru (firefly) California | 2 de diciembre de 1995  | 2 VHS, LD, DVD        |
| PVs, Live clips         | 平和の琉歌 ～Stadium Tour 1996 "ザ・ガールズ万座ビーチ" in 沖縄～                                        | Heiwa no Ryūka ~Sutajiamu Tsuā Naintīn Naintī-Shikkusu "Za Gāruzu Manza Bīchi" in Okinawa~                                                  | The Ryukyuan Song for the Peace ~Stadium Tour 1996 "The Girls Only Manza Beach" in Okinawa~                                     | 5 de marzo de 1997      | VHS, DVD              |
| Live video              | 1998 スーパーライブ in 渚園                                                                              | Naintīn Naintī-Eito Sūpā Raibu in Nagisaen                                                                                                  | 1998 Super Live in Nagisaen | 12 de diciembre de 1998 | 2 VHS, 2 DVD          |
| PVs, Live clips         | SPACE MOSA                                                                                               | Supēsu Mosa | | 10 de diciembre de 1999 | DVD                   |
| Live video              | シークレットライブ'99 SAS 事件簿 in 歌舞伎町                                                             | Shīkuretto Raibu Naintī-Nain Sasu Jikenbo in Kabukichō                                                                                      | Secret Live ’99 SAS Case File in Kabukicho                                                                                      | 26 de febrero de 2000   | VHS                   |
| Image video             | Inside Outside U･M･I                                                                                     | Insaido Autosaido Yū-Emu-Ai | Inside Outside UMI | 30 de agosto de 2003    | DVD                   |
| Live video              | SUMMER LIVE 2003「流石だスペシャルボックス」胸いっぱいの "LIVE in 沖縄" ＆ 愛と情熱の "真夏ツアー完全版" | Samā Raibu Tsū Sauzando Surī “Sasuga da Supesharu Bokkusu” Mune ippai no “Raibu in Okinawa” ando Ai to Jōnetsu no “Manatsu Tsuā Kanzen-Ban” | Summer Live 2002 “So Great Special Box” The Stirring “Live in Okinawa” & “Midsummer Tour Complete Version” for Love and Passion | 17 de diciembre de 2003 | 4 DVD                 |
| PVs                     | ベストヒットUSAS (Ultra Southern All Stars)                                                              | Besuto Hitto Yū-Esu-Ei-Esu (Urutora Sazan Ōru Sutāzu)                                                                                       | Best Hit USAS (Ultra Southern All Stars)                                                                                        | 15 de diciembre de 2005 | DVD                   |
| Live video, documentary | FILM KILLER STREET (Director's Cut) & LIVE at TOKYO DOME                                                 | Firumu Kirā Sutorīto (Direkutāzu Katto) ando Raibu atto Tōkyō Dōmu                                                                          | | 15 de marzo de 2006     | 5 DVD, 4 DVD          |